# Die Abenteuer von Max und Molly
Die Abenteuer von Max und Molly (Alternativtitel: Max & Molly) ist eine deutsche Zeichentrickserie aus dem Jahr 1995.

## Handlung
Der Pinguin Max und die Känguruhdame Molly lernen sich auf einer ihnen unbekannten Insel kennen. Anfangs können sich die beiden nicht gut leiden und fühlen sich vom anderen genervt. Später jedoch vergessen die beiden ihren Streit und erkunden die Insel. Dabei lernen sie die Bewohner kennen, die in unterschiedlichen Behausungen leben.

## Produktion und Veröffentlichung
Die Serie wurde 1995 in Deutschland produziert. Dabei sind 13 Episoden entstanden. Regie führte hierbei Winfried Debertin. Für das Drehbuch war Winfried Debertin und für die Musik Adrian Askew verantwortlich. Max und Molly traten bereits ab 1984 in 10 Folgen der Puppenserie Hallo Spencer auf. Die Serie ist daher ein Spin-off von Hallo Spencer.
Die deutsche Erstausstrahlung fand am 21. Oktober 1995 auf Das Erste statt. Spätere Ausstrahlungen fanden auf NDR, SWR, rbb, KIKA, Junior, ORB und Premiere Austria statt.

## Episodenliste
| Nr. | Titel                   | Erstausstrahlung  |
| 1   | Gestrandet              | 21. Oktober 1995  |
| 2   | Die Entdeckung          | 28. Oktober 1995  |
| 3   | Der Energiekristall     | 4. November 1995  |
| 4   | Die Knubbels sind weg   | 11. November 1995 |
| 5   | Stadt ohne Wasser       | 18. November 1995 |
| 6   | Käpt’n Max              | 25. November 1995 |
| 7   | Die Entführung          | 2. Dezember 1995  |
| 8   | Wo liegt Banania?       | 9. Dezember 1995  |
| 9   | Die Notlandung          | 16. Dezember 1995 |
| 10  | Grauer Regen            | 30. Dezember 1995 |
| 11  | Familie in Not          | 13. Januar 1996   |
| 12  | Die Dschungelexpedition | 3. Februar 1996   |
| 13  | Rückkehr der Bananier?  | 10. Februar 1996  |